# Aleksandr Liziukow
Aleksandr Iljicz Liziukow (ros. Александр Ильич Лизюков, ur. 13 marca?/26 marca 1900 w Homlu, zm. 25 lipca 1942 k. wsi Miedwieżje w rejonie siemiłuckim w obwodzie woroneskim) – radziecki generał major, Bohater Związku Radzieckiego (1941).

## Życiorys
Skończył 6 klas gimnazjum, od kwietnia 1919 służył w Armii Czerwonej, od 1919 należał do RKP(b). Od października 1919 jako dowódca plutonu uczestniczył w wojnie domowej, w czerwcu 1920 został pomocnikiem dowódcy, potem dowódcą baterii w 7 Dywizji Strzelców, a we wrześniu 1920 szefem artylerii sił 12 Armii, następnie szefem artylerii i zastępcą dowódcy pociągu pancernego nr 56 „Kommunar”. Brał udział w walkach z armią Denikina, oddziałami atamana Petlury, z Wojskiem Polskim, walce z ruchem powstańczym w guberni kijowskiej i powstańcami Antonowa w 1921. W 1923 ukończył wyższą szkołę wojskową w Piotrogrodzie, a w 1927 Akademię Wojskową im. Frunzego, w której następnie wykładał, później został wykładowcą taktyki Wydziału Mechanizacji i Motoryzacji Akademii Wojskowo-Technicznej Armii Czerwonej, od stycznia 1933 do czerwca 1934 dowodził batalionem w Moskiewskim Okręgu Wojskowym, od czerwca 1934 do marca 1936 był dowódcą-komisarzem ciężkiego pułku pancernego w Leningradzkim Okręgu Wojskowym, potem dowódcą 6 Samodzielnej Brygady Pancernej im. Kirowa w Leningradzkim Okręgu Wojskowym. 8 lutego 1938 został aresztowany przez NKWD pod zarzutem „planowania ktu terrorystycznego” przeciw władzom ZSRR, przesłuchiwany, 3 grudnia 1939 zwolniony i zrehabilitowany, a w lutym 1940 przywrócony do służby w Armii Czerwonej.
Od kwietnia 1940 do marca 1941 wykładał na katedrze taktyki Wojskowej Akademii Mechanizacji i Motoryzacji Armii Czerwonej im. Stalina, potem został zastępcą dowódcy 36 Dywizji Pancernej 17 Korpusu Zmechanizowanego Zachodniego Specjalnego Okręgu Wojskowego w stopniu pułkownika. 26 czerwca 1941 został mianowany szefem sztabu obrony Borysowa, w lipcu 1941 dowodził grupą wojsk działającej w obwodzie smoleńskim, w końcu lipca 1941 został dowódcą 1 Moskiewskiej Dywizji Zmechanizowanej 16 Armii Frontu Zachodniego, której we wrześniu 1941 nadano miano „gwardyjskiej”. Brał udział w bitwie pod Moskwą, od grudnia 1941 do kwietnia 1942 dowodził 2 Gwardyjskim Korpusem Piechoty na Froncie Północno-Zachodnim, 10 stycznia 1942 otrzymał stopień generała majora, od kwietnia do czerwca 1942 dowodził 2 Korpusem Pancernym na Froncie Briańskim, następnie 5 Armią Pancerną na tym froncie. Zginął w walce w bitwie pod Woroneżem.

## Ordery i odznaczenia
- Złota Gwiazda Bohatera Związku Radzieckiego (5 sierpnia 1941)[1]
- Order Lenina (dwukrotnie - 16 sierpnia 1936 i 5 sierpnia 1941)
- Medal jubileuszowy „XX lat Robotniczo-Chłopskiej Armii Czerwonej” (1938)
- Order Żukowa (pośmiertnie, w lutym 2018)